# Monopeltis sphenorhynchus
Monopeltis sphenorhynchus — вид плазунів з родини амфісбенових (Amphisbaenidae). Мешкає в Південній Африці.

## Поширення і екологія
Monopeltis sphenorhynchus мешкають в Намібії, Ботсвані, Замбії, Зімбабве, ПАР і Мозамбіку. Вони живуть в сухих саванах та напівпустелі Калахарі.